# 帝王韻律
帝王韻律（ていおういんりつ、帝王韻、帝王韻詩、Rime Royal or Rhyme royal, ライム・ロイヤル）は、ジェフリー・チョーサーが英文学に持ち込んだ押韻したスタンザ（詩節、連）の形式。

## 形式
通常、帝王韻律のスタンザは7行で、通常、iambic pentameter（弱強五歩格）で書かれる。押韻構成は「a-b-a-b-b-c-c」である。実際には、7行のスタンザは、1つの三行連と2つの二行連（「a-b-a」「b-b」「c-c」）、もしくは1つの四行連と1つの三行連（「a-b-a-b」「b-c-c」）のどちらかで作られているのかも知れない。このことは大変多くの多様性を認めることで、とくに長い物語詩の中で二行連と一緒にこの形式を使う時、中世後期の標準的な物語体の韻律であるからである。

## 歴史
このスタンザ形式は、14世紀、チョーサーが長詩『トロイラスとクリセイデ』（en:Troilus and Criseyde）および『百鳥の集い（鳥たちの集会）』（en:Parlement of Foules）の中で最初に使用した。さらにチョーサーは『カンタベリー物語』の中の『尼寺の長の話』や短い抒情詩などで用いた。チョーサーはこのスタンザ形式を、フランス文学のバラードのスタンザやイタリア文学のオッターヴァ・リーマから、第5行を省いて作ったのかも知れない。
15世紀になって、スコットランド王ジェームズ1世はチョーサー風の詩『The Kingis Quair（王の本）』（en:The Kingis Quair）でこのスタンザ形式を使った。「帝王」という言葉はそこから由来したものと信じられている。イングランドやスコットランドの詩人たちはチョーサーの死後、その影響を多大に受け、少なくともいくつかの作品で帝王韻律を利用した。ジョン・リドゲイト（en:John Lydgate）は時折作る恋愛詩の多くで帝王韻律を使った。ロバート・ヘンリスン（en:Robert Henryson）の『イソップ寓話』の翻訳および『クレセイドの遺言』（en:The Testament of Cresseid）、作者不詳の『The Flower and the Leaf』も帝王韻律を採択した初期の作品である。
16世紀には、トマス・ワイアットが詩『They flee from me that sometime did me seek』で、トーマス・サックヴィル（en:Thomas Sackville, 1st Earl of Dorset）が『Mirror for Magistrates』の導入部で、アレクサンダー・バークレー（en:Alexander Barclay）が『Ship of Fools』で、スティーヴン・ホーズ（en:Stephen Hawes）は『Pastime of Pleasure』で帝王韻律を使用した。
エリザベス朝（1558年 - 1603年）になると、七行連のスタンザは時代遅れのものになったが、ジョン・デイヴィス（John Davys）が『Orchestra』で、ウィリアム・シェイクスピアが『ルークリース凌辱』で帝王韻律を用いた。エドマンド・スペンサーも『Hymn of Heavenly Beauty』で使ったが、帝王韻律を部分的に変更して、「a-b-a-b-b-c-b-c-c」という押韻構成を持ったスペンサー詩体（スペンサー連）も派生させた。
多くのスタンザ形式同様、王政復古期、帝王韻律は完全に時代遅れのものとなり、それ以後広く使われることはなくなった。とはいえ、20世紀になっても帝王韻律を使った詩が書かれた。その中でも、W・H・オーデンの『Letter to Lord Byron（バイロン卿への手紙）』（さらに『The Shield of Achilles（アキレスの盾）』の一部のスタンザも）、ウィリアム・バトラー・イェイツの『A Bronze Head』が有名である。

## 例
The double sorwe of Troilus to tellen, - (a)
That was the king Priamus sone of Troye, - (b)
In lovinge, how his aventures fellen - (a)
Fro wo to wele, and after out of Ioye, - (b)
My purpos is, er that I parte fro ye, - (b)
Thesiphone, thou help me for tendyte - (c)
Thise woful vers, that wepen as I wryt - (c)
（チョーサー『トロイラスとクリセイデ』の冒頭のスタンザ）